# Малые молекулы
Малые молекулы —  термин в молекулярной биологии, биохимии и фармакологии; обозначает химические соединения со сравнительно малой молекулярной массой, то есть низкомолекулярные вещества (молекулярная масса не более 900 дальтон) и обладающие той или иной биологической активностью, то есть способностью регулировать или воздействовать на те или иные биологические процессы. Характерный размер «малых молекул» не более 10−9 м. Определяющим свойством малых молекул является способность проникать в клетку и покидать ее без помощи других молекул. Большинство лекарств являются малыми молекулами (то есть низкомолекулярными веществами).
Верхний предел молекулярной массы «малой молекулы» — приблизительно 900 дальтон, что позволяет многим из этих «малых молекул» (при условии, конечно, также их достаточной липофильности, то есть достаточно хорошей растворимости в липидах) достаточно быстро проникать сквозь липидный бислой клеточной мембраны и достигать своих внутриклеточных мишеней. Кроме того, достаточно малая молекулярная масса (менее 900 дальтон) является также необходимым, но не достаточным условием для обеспечения адекватной биодоступности того или иного потенциального кандидата в лекарственные препараты при пероральном приёме. Для потенциальных кандидатов в лекарственные препараты так называемым «правилом пяти» рекомендуется даже несколько меньший максимальный размер молекулы (не более 500 дальтон). Эта рекомендация основывается на статистическом наблюдении, что частота жалоб на побочные эффекты или неэффективность терапии и частота отказов от продолжения терапии в предварительных клинических испытаниях была в среднем значительно меньше в случае потенциальных лекарств-кандидатов с молекулярной массой меньшей 500 дальтон, чем при молекулярной массе между 500 и 900 дальтон.
В фармакологии значение термина «малые молекулы» обычно ещё больше сужают, ограничивая его только теми из «малых молекул» (то есть низкомолекулярных веществ), которые способны связываться с определёнными, чётко установленными, биологическими молекулярными мишенями — теми или иными специфическими биополимерами, такими, как тот или иной рецепторный, ферментный или регуляторный белок или нуклеиновая кислота, и действовать как эффектор, изменяя химическую структуру, пространственную конформацию, активность или функцию данного биополимера. Малые молекулы могут выполнять различные биологические функции, в частности служить передатчиками сигнала, лекарствами в медицинской практике, удобрениями, пестицидами, инсектицидами и гербицидами в сельском хозяйстве и др. Эти низкомолекулярные соединения («малые молекулы») могут быть природного происхождения (как, например, вторичные метаболиты) или искусственными, синтетическими (как, например, противовирусные лекарства). Они могут оказывать положительное действие при каких-то заболеваниях (как, например, лекарства) или могут быть вредными и токсичными (как, например, низкомолекулярные яды, канцерогены, мутагены, тератогены). Биополимеры, такие, как нуклеиновые кислоты, белки, полисахариды (такие, как крахмал, гликоген, целлюлоза) не являются «малыми молекулами», однако составляющие их мономеры — такие, как рибо- или дезоксирибонуклеотиды, аминокислоты, моносахариды, соответственно — часто причисляют к «малым молекулам». Очень малые олигомеры, состоящие из этих мономеров, такие, как, например, динуклеотиды, тринуклеотиды и другие олигонуклеотиды, короткоцепочечные пептиды (олигопептиды), такие, как глютатион или окситоцин, дисахариды, такие, как сахароза, часто также причисляют к малым молекулам.

## Лекарства
Большинство лекарственных средств являются малыми молекулами, хотя некоторые препараты могут быть белками (например, инсулин и другие биологические препараты). Многие белки при приёме перорально разлагаются и не способны проникнуть через клеточную мембрану. Низкомолекулярные вещества обладают лучшей биодоступностью, хотя многие из них могут усваиваться только в виде пролекарств. Низкомолекулярных лекарства в большинстве случаев можно принимать перорально, в то время как лекарства белковой природы требуют, как правило, парентерального способа введения.

## Вторичные метаболиты
Широкий спектр организмов, включая бактерии, грибы и растения, производят низкомолекулярные вторичные метаболиты, также известные как натуральные продукты, играющие роль в передаче сигналов, пигментации и защите от хищников. Вторичные метаболиты — богатый источник биологически активных соединений, и поэтому часто исследуются в рамках поиска новых лекарств. Примеры таких веществ:
- Алкалоиды
- Гликозиды
- Липиды
- Нерибосомные пептиды, такие как дактиномицин
- Феназин
- Натуральные фенолы (включая флавоноиды)
- Поликетиды
- Терпены, включая стероиды
- Тетрапирролы.